# Cornelia Frances
Cornelia Frances Zulver  (Liverpool, 7 de abril de 1941 - Sydney, 28 de maio de 2018) foi uma atriz inglesa. 
Nascida em Liverpool, Lancashire, Inglaterra, foi educada na Guildhall School of Music and Drama, em Londres. Iniciou sua carreira nos filmes britânicos e atuou em dois filmes dirigidos por seu tio Michael Powell: Peeping Tom (1960), e O Queen's Guards (1961). Posteriormente atuou no cinema australiano, muito por ter fixado residência no país. 